# Mordiford
Mordiford – wieś w Anglii, w hrabstwie Herefordshire. Leży 7 km na południowy wschód od miasta Hereford i 182 km na zachód od Londynu.